# ジャガー・Iペイス
I-Pace (アイ・ペイス) は、ジャガーが製造・販売している電気自動車である。

## 概要
2016年11月、ロサンゼルス・モーターショーにて初公開される。
2018年3月、ジュネーブ・モーターショーにてジャガー初の市販EVモデルとして発表された。バッテリーはリチウムイオンで、蓄電容量は90kWhであり、1回の充電での航続距離は最大480kmになる。DC100kWの急速チャージャーを使用すればバッテリーの80％の容量を約40分で充電可能である。100km走行分であれば、およそ15分で充電が出来る。
2018年9月、日本での受注を開始した。

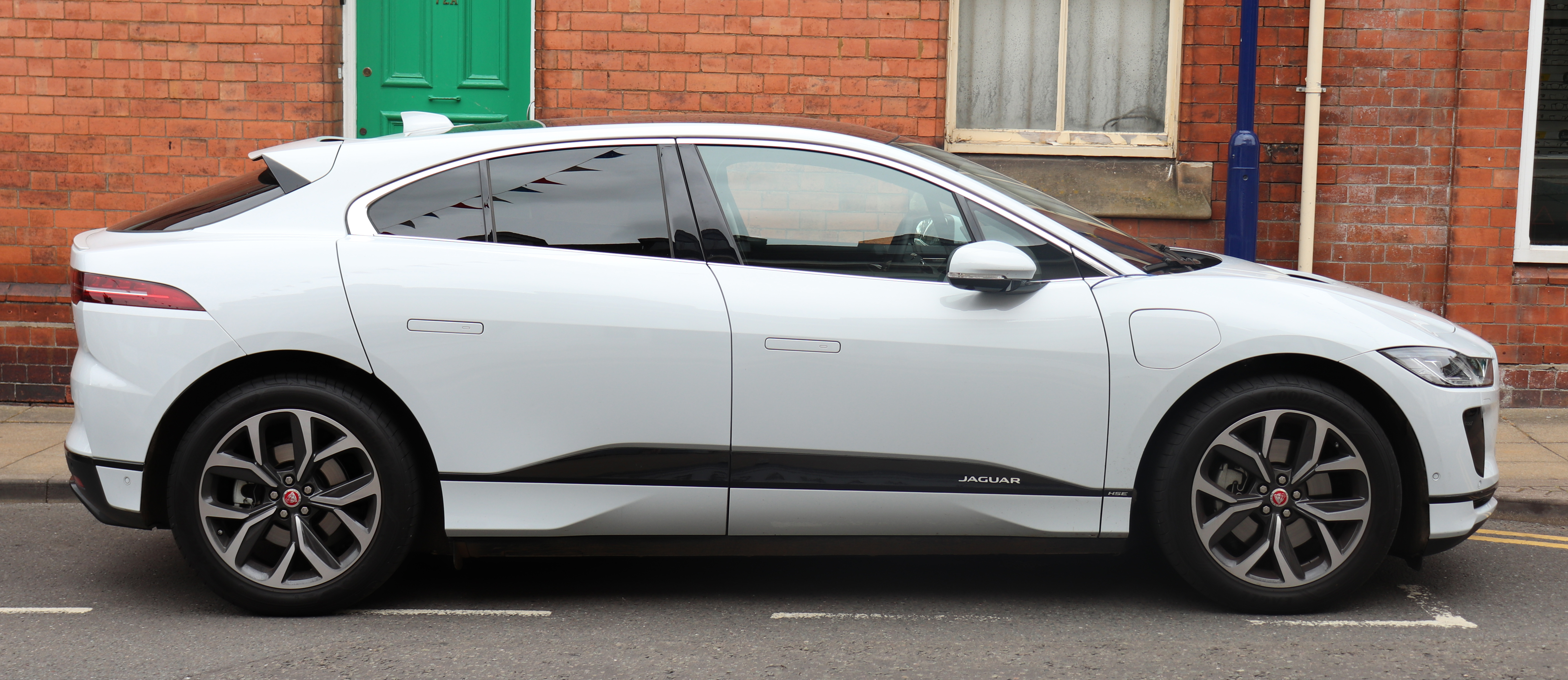
サイド